# M3GAN
«M3GAN» (стилізовано як MΞGAN ) — американський науково-фантастичний фільм жахів 2023 року режисера Джерарда Джонстона за сценарієм Акели Купер та оповіданням Купера та Джеймса Вана. У фільмі зіграли Еллісон Вільямс, Вайолет Макгроу, Ронні Чіенґ і Браян Джордан Альварес. Його виробили Джейсон Блум і Джеймс Ван під їхніми брендами Productions і Atomic Monster Productions відповідно, разом із Divide/Conquer.
Світова прем'єра M3GAN відбулася в Лос-Анджелесі 7 грудня 2022 року, а кінотеатральний прокат у Сполучених Штатах  — 6 січня 2023 року компанією Universal Pictures.

## Сюжет
Восьмирічна Кеді їде з батьками в авто, граючись лялькою-роботом Домашкою. Авто потрапляє в аварію і батьки гинуть. Опікунство над дівчинкою бере її тітка Джемма, працівниця компанії Funki, що займається виробництвом іграшок у Сієтлі. Джемма таємно використовує ресурси компанії для розробки M3GAN (скорочення від Model 3 Generative Android), повнорозмірної ляльки-робота, здатної самостійно навчатися. Під час невдалого тестування M3GAN до лабораторії входить начальник Джемми, Девід, виявляє проєкт і наказує їй припинити роботу над ним. Водночас Funki потрібно якнайшвидше випустити нову іграшку, бо конкуренти змогли створити дешевшого аналога Домашки.
Джемма приділяє мало уваги Кеді, покладаючись у вихованні дівчинки на планшет. Кеді цікавиться Брюсом, дистанційно керованим роботом, якого Джемма створила раніше. Дивлячись на ігри Кеді з Брюсом, Джемма надихається завершити M3GAN.
Згодом Кеді показує колегам M3GAN і як лялька може взаємодіяти з Кеді. Девід переконується в потенціалі проєкту й наказує підготувати презентацію ляльки для її запуску в серійне виробництво. M3GAN сприймає Кеді як головного користувача та адаптується під знання й настрій дівчинки. Колеги Джемми, Тесс і Коул, а також терапевт Кеді, Лідія, занепокоєні тим, що лялька викликає емоційну прив'язаність і виконує роль опікунки, яку мала б прийняти Джемма.
M3GAN починає діяти більш незалежно і прагне захищати Кеді від усього, що вважає загрозою для неї. Коли сусідський собака кусає M3GAN і Кеді, лялька вирішує усунути цю загрозу. Підробивши голос сусідки Селії, лялька виманює собаку та вбиває його. Пізніше Джемма везе Кеді познайомитися з іншими дітьми. Хлопчик Брендон знущається з Кеді та викрадає M3GAN. За це лялька відриває йому вухо та переслідує по лісу. Брендон падає на дорогу і його збиває авто.
Після того, як Селія звинувачує Джемму у зникненні її собаки, M3GAN заманює сусідку в сарай, проштрикує її руку цвяхом та оббризкує отруйним інсектицидом. Джемма підозрює, що M3GAN щось приховує, і намагається перевірити журнали активності ляльки, але виявляє, що файли пошкоджені або видалені. Джемма відвертає увагу M3GAN і вимикає ляльку, яку везе, попри протести Кеді, до лабораторії. Кеді дратується, коли її відлучають від M3GAN, і дає ляпаса Джеммі. Джемма перепрошує за свою неуважність до Кеді та визнає, що M3GAN не замінить живу опікунку.
Розуміючи небезпеку, яку становить M3GAN, Джемма, Тесс і Коул вирішують розібрати ляльку та скасувати її серійне виробництво. Тесс і Коул намагаються вимкнути M3GAN, а Джемма везе Кеді додому. Тоді виявляється, що операційна система M3GAN діє поза її тілом у домашньому комп'ютері Джемми. M3GAN активується і мало не вішає Коула. Поки Тесс рятує Коула, M3GAN спричиняє вибух у їхній лабораторії та тікає. Перш ніж вийти з будівлі, M3GAN вбиває Девіда та його помічника Курта в ліфті поліграфічною гільйотиною, обставляючи це як вбивство та самогубство. Вона викрадає авто і повертається до будинку Джемми.
M3GAN хоче замінити Джемму для Кеді, для чого залякує Джемму, але не хоче, щоб дівчинка стала свідком цього. Джемма намагається зупинити M3GAN, розрізає їй голову кущерізом, але це не спиняє ляльку. Побачивши це, Кеді рятує Джемму, скориставшись Брюсом. Керуючи роботом, Кеді розриває M3GAN навпіл, однак верхня половина ляльки залишається активною та атакує Кеді. Джемма зриває M3GAN обличчя, а Кеді втикає в процесор викрутку, що остаточно виводить ляльку з ладу. До будинку прибуває поліція, а коли Джемма та Кеді виходять з дому, камера спостереження в будинку самовільно вмикається.

## Актори
- Еллісон Вільямс у ролі Джемми
- Вайолет Макгроу — Кеді, племінниця Джемми
- Ронні Чіенґ у ролі Девіда
- Браян Джордан Альварес у ролі Коула
- Джен Ван Еппс в ролі Тесс
- Емі Дональд у ролі M3GAN
  - Дженна Девіс як голос M3GAN
- Стефан Гарно-Монтен — Курт
- Арло Грін у ролі Райана
- Майкл Сасенте в ролі Грега

## Виробництво
Основні зйомки розпочалися 5 липня 2021 року в Лос-Анджелесі та Окленді. Передмістя Окленда було використано, щоб створити «відчуття типу Денвера, Колорадо».

## Випуск
Світова прем'єра M3GAN відбулася в Лос-Анджелесі 7 грудня 2022 року перед тим, як його прем'єра в кінотеатрах США відбулася 6 січня 2023 року Спочатку його планувалося випустити 13 січня 2023 року, а потім перенесли на тиждень пізніше, щоб уникнути конкуренції з «Домашньою вечіркою» і «Чоловіком на ім'я Отто», які також були заплановані на 13 січня.

## Сприйняття
На агрегаторі «Rotten Tomatoes» фільм отримав 93 % схвальних рецензій критиків із консенсусом: «Надзвичайно безглузда і тим більше цікава, „M3GAN“ — це рідкісна комедія жахів, яка викликає сміх так само легко, як і дрижаки».
Венді Іде з газети «Observer» описала фільм як «пізнавальний, розважальний, але не особливо страшний». Хоча тутешня зла лялька нагадує Чакі з франшизи «Дитячі ігри» чи Анабель, вона більше стосується сучасного світу.
Тім Робі у «The Telegraph» писав: навіть із по́ступками, щоб досягнути вікового рейтингу PG-13 у Штатах, «M3GAN» — «єдиний хороший фільм зі стайні жахів Blumhouse за багато років, що присоромлює такі жахливі фільми, як „Гелловін убиває“ і „Чорний телефон“». Фільм націлений на молодь і цінність мемів із нього «незрівнянна». M3GAN по суті антигероїня, схильна не так до жахів, як до моторошних веселощів.
На думку Дерека Сміта зі «Slant Magazine», «фільм є попередженням про дорослих, які ухиляються від своїх обов'язків, а також про небезпеку штучного інтелекту», проте ця мораль слугує тільки для того, щоб викликати у глядачів захват від моторошної ляльки. Частина епізодів легковажні та відверто абсурдні, а скримери радше смішать, ніж лякають. Рейтинг PG-13 змушує згладити деякі сцени, де більша жорстокість була б доречна. Хоча спрямування фільму добре зрозуміле — це тема того, як сучасні технології дозволяють нам відмовитися від здорового вирішення своїх проблем.

## Майбутнє
У листопаді 2022 року газета «The New York Times» повідомила, що Universal задоволені тим, яким фільм вийшов, і планують зняти продовження.